# Peratophyga venetia
Peratophyga venetia là một loài bướm đêm trong họ Geometridae. Loài này được Swinhoe miêu tả khoa học lần đầu tiên năm 1902.